# Tango
Tango är en pardans som utvecklades i Buenos Aires och Montevideos immigrantkvarter mot slutet av 1800-talet. Tangon blev på 1920-talet en modedans som via Paris spreds över resten av Europa, vilket har gett avtryck i Finland, där den finska tangon är mycket populär. Rester av tangons tid som modedans finns kvar i det som kallas svensk tango, men i Sverige liksom i många andra länder lever svensk tango främst kvar i ballroomkretsar. Alla de europeiska varianterna skiljer sig starkt från den ursprungliga, argentinska tangon, som de senaste tio åren blivit populär igen. Det är idag en relativt stor subkultur som dansar tango. Framstående tangopar har synts i glassreklam, och kreatören Jean-Paul Gaultier har efter det senaste sekelskiftet låtit två män förenas i tangodans på modevisningar.
I Sverige är det den argentinska tangon och tiodansens tango som dansas av flest människor.

## Rioplatensisk tango

### Ursprung
Tango har inflytande från afrikansk och europeisk kultur. Danser från candombeceremonier av tidigare förslavade människor hjälpte till att forma den moderna tangon. Dansen har sitt ursprung i arbetarklasskvarteren vid Silverflodens delta och hade låg status. Samhällsklasserna blandades främst på bordellerna, och ryktet att tangon uppstått i just denna miljö grundar sig troligen i att det var där som de mer välbärgade historieskrivarna kom i kontakt med dansen.
Det var en tid när det fanns många immigranter i Río de la Plata-området och få kvinnor. Männen blev därför tvungna att under år av träning öva upp sin dansskicklighet sinsemellan innan de hade en chans att få dansa med kvinnor på en milonga, ett dansställe.
Benämningen tango är sannolikt ytterst av afrikanskt ursprung länkad till trumma eller tambo och tamgu (ett kongolesiskt ord för att dansa) som tros ha lett till uttrycket tangos de negro på spanska (åsyftande festplatser för svarta sydamerikaner) men kan lika gärna uppkommit från det finska ordet tanko som betyder stång (närmare bestämt den himlastång som bar upp världen enligt Kalevala) och som finska sjömän dansade kring i Buenos Aires hamn.
Det fanns också särskilda lokaler, prácticas, där erfarna och oerfarna manliga dansare träffades och till en början fick se på, sedan följa, och till sist föra tango. Många män utvecklade där en lika god följarteknik som kvinnorna på milongorna, och erfarna dansare fortsatte att gå till praktikorna ett par timmar varje kväll för att dansa in sig och prova nya steg innan de fortsatte till milongorna för att träffa kvinnor.

### Musik
Bandoneón, piano, stråkinstrument och sång utgör viktiga element i tangoorkestrar som spelar upp till dans. Carlos Gardel räknas av många som tidernas mest framstående tangosångare. Helt instrumental tango är heller inte ovanligt, inte minst till dans.
Perioden mellan 1935 och 1955 räknas som tangons guldålder och ännu idag dansas det i stor utsträckning till tango från denna tid. En kompositör som sedan mitten av 1950-talet i hög grad har bidragit till en viktig gren av tangomusikens utveckling är Astor Piazzolla, som inspirerades av jazz och konstmusik.

### Dansstilar

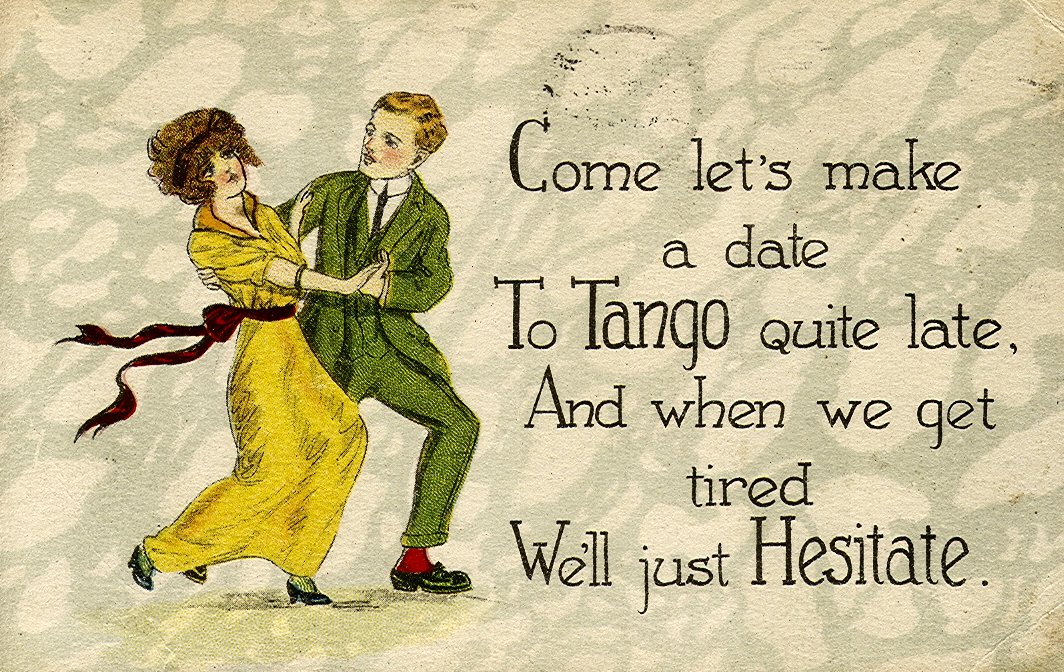
Vykort från 1920-talet föreställande ett tangodansande par.

Rioplatensisk tango avpassas efter vilken stil och vilket tempo tangomusiken spelas i; spannet går över det strikt traditionella, till exempel Juan D'Arienzo från 1930-talet, till 2000-talets tekno-avantgardiska elektrotango. Till den rioplatensiska danskulturen hör förutom tango även vals och milonga.
Inom den rioplatensiska tangon försöker man särskilt ur amerikansk och europeisk synvinkel urskilja vissa stilar. I Buenos Aires talar man företrädesvis om "tango salón" och "tango fantasia", oftast om bara "tango", därför att tangokulturen är självklarare där än i exportländerna:
- Tango salón
- Tango fantasia
- Tango nuevo
- Tango milonguero

Termen tango salón betecknar i Argentina all tango som inte är gatutango, det vill säga all tango som är avpassad för salongerna, för "möblerade rum", till skillnad från den tidiga tangon, tango orillero eller tango canyenge. Historiskt är tango salón en dansstil som uppfanns i Buenos Aires och Montevideo på 1920-talet, framför allt i överklassens salonger, där elegans och takt var viktiga kvalitéer. En sådan salong är Sin Rumbo i den dåtida fashionabla förorten Villa Urquiza. Tango fantasia är ett annat ord för scentango eller uppvisningstango, som oftast består av en fantasifull blandning av element från tangon och från akrobatik och ibland balett och folklore. Tango nuevo betecknade ursprungligen den nya musikstil som Astor Piazzolla utvecklade; termen har senare i överförd bemärkelse kommit att betyda "modern tango". Tango milonguero kan sägas vara en sentida renodling av den täta stil som dansas där det är mycket ont om utrymme; en stil som på lösa grunder kommersialiserats som ursprunglig och autentisk. Stilens främsta kännetecken är en mycket sluten fattning. Blandformer mellan olika stilar benämns i vissa kretsar pejorativt "cocoliche", men många av dagens stora tangodansare tvekar inte att blanda stilarna, såväl i social dans som i uppvisningssammanhang.

### Omfamning och kroppshållning
Tangons omfamning, som också kan kallas "abrazo", "kram" eller "dansfattning", är avslappnad så att armbågarna pekar i stort sett nedåt. Kontakten mellan partnerna söks högt upp, så att det i stället blir gott om plats mellan fötterna, och i den argentinska tangon försöker man vanligen ha kroppsvikten långt fram, oavsett om man går framåt eller bakåt. En vanlig liknelse är att paret med sina kroppar bildar ett "A". Enligt den traditionella tangon släpps aldrig omfamningen under dansen, men i modernare stilar förekommer soltadas, där omfamningen bryts för att sedan återknytas kort därefter.

### Improvisation och grundsteg
Gemensamt för dessa stilar är att det intima samspelet mellan partnerna medger improvisation i varje steg. Mycket av den traditionella undervisningen har under de senaste trettio åren utgått från en kombination, salida, som ibland benämnts grundsteg. Numera menar flertalet pedagoger att salidan är överanvänd och mindre lämplig som undervisningsmetod för nybörjare, eftersom det finns en tendens att fastna i ett improvisationshämmande mönster. Inom den nyare pedagogiken, liksom inom den tidigare tangon, talar man hellre om de stegmöjligheter som finns: steg framåt, bakåt, åt sidan och vridning på stället, så kallad "pivot", och utgår inte alls i nybörjarpedagogiken, till skillnad från andra pardanser, från några färdiga turer.

### Förning och följning
Tangon är i högre grad än andra pardanser en förd dans. Det innebär att dansen inte byggs upp på fasta turer eller grundfigurer som till exempel swingout inom lindy hop, utan vilket steg som helst kan följa efter ett annat utfört steg. Förmåga att föra och följa det som förs utgör därför viktiga beståndsdelar i dansen. Förningen, via torso-mot-torso omfamningen, utgår från förarens fot-kontakt med golvet. Den börjar med överföring av kroppsvikten, med något böjt knä, till foten. Därmed blir den andra foten frigjord. Det böjda benet sträcks tillsammans med kroppen och samtidig vridning av torson markerar riktningen för steget. Följarens gensvar, och elasticitet inom omfamningens ram, gör det möjligt att improvisera; dvs. att i takt med musiken ändra intentionen. Därmed får föraren feedback om position för gemensamt fot-/vikt-byte för att meddela intention för nästa steg i och för fortsatt improviserad kommunikation mellan paret.

### Grunden i lärandet
Inlärning av steg-metodiken, dvs. överförande av vikt och sträckning i elastiska steg i takt med musiken, börjar med: (a) gående på AT-vis framåt/bakåt och tillbaka; (b) sidosteg vänster/höger och tillbaka; (c) sidosteg åt höger/vänster och tillbaka.  Inlärningen behöver, med hänsyn till erfarenheter, ges tillräcklig tid under veckor/månader med träning av ovana muskler för koordination till intuitiva rörelser.  De är grunder för fortsättningen med olika steg kombinationer inklusive "pivot".

### Milonga, danskväll
Ordet milonga har i tangokretsar flera olika betydelser, då det förutom dansen milonga också kan betyda musiken milonga, en danstillställning där tango dansas socialt eller en lokal där en sådan danstillställning arrangeras. Låtarna som spelas under en milonga (danstillställning) grupperas traditionellt i tandor om fyra tangor, tre tangovalser eller tre milongor (musik). Alla tangor i en tanda brukar höra ihop på något sätt, till exempel kan alla vara valser av Alfredo De Angelis, eller alla vara elektrotangolåtar. Tanken är att hela tandan ska dansas med samma partner och att man sedan i pausen, cortinan, bjuder upp en ny. I Buenos Aires följs tandatraditionen betydligt mer strikt än i Sverige. Tandatraditionen innehåller också ett traditionellt förflyttningsmönster över dansgolvet. Paren rör sig tämligen kontinuerligt framåt i dansriktningen längs koncentriska rektanglar. Ett par följer en av de koncentriska rektanglarna under hela tandan och byte av rektangelspår under tandan ses med oblida ögon av de rio-platensiska dansarna.

## Tiodansens tango
Precis som den rioplateniska tangon utvecklats till flera stilar eller ideal, så har tangon tagit sig till Europa i flera vågor och med tiden utvecklat olika varianter. Den största av de icke-argentinska tango-varianterna är den tango som det tävlas i inom den halva av tiodans som kallas standarddans. Idealet inom standard är explosivitet, dynamik, snabbhet. Hållningen är viktig, paret sitter mer ihop i form av ett X (bröst, midja och lår ihop, fötter och huvuden långt från varandra) snarare än som ett A.

## Europeisk tango
Under 1900-talets första hälft spelades en hel del tango inom populärmusiken, och vanliga dansorkestrar spelade tango. Det uppstod dansvarianter anpassade till europeiska förhållanden, som anammade mycket av den ursprungliga tangons karaktär, men som förändrade exempelvis hållningen och som innebar fler fasta stegkombinationer. Europeisk tango dansas med relativt tät kroppskontakt. Till dansens karakteristika hör bland annat snabba huvudvridningar, som är ovanliga i rioplatenisk tango. På enstaka ställen i Sverige lärs det ut något som kallas svensk tango, vilket är det danssätt som tillämpades här under 1920-50-talen.
Idag finns den europeiska tangon främst kvar som den tävlingstango som ingår i tävlingsdisciplinen tiodans. Denna ballroomtango dansas även som sällskapsdans i Europa och Nordamerika; dock sällan i Sverige.

## Amerikansk tango
I USA kom dansskolorna att lägga mycket vikt på att tangon skulle vara händelserik rent visuellt, samtidigt som den skulle vara någorlunda lätt att lära ut. Den här tangon är populär i Hollywoodfilmer, bland annat En kvinnas doft.

## Finsk tango
I Finland är tangon stor. Finsk tango spelas mycket taktfast, och dansen liknar foxtrot. Varje år i Seinäjoki tävlas det i tango, både dans och musik.Toivo Kärki och Unto Mononen är den traditionella finska tangons mest kända kompositörer. Olavi Virta, Eino Grön, Erkki Junkkarinen och Henry Theel är kända artister.
Finsk tango dansas i olika stilar: fötterna kan landa bredvid varandra eller glida förbi i slutet av figurer med staccatosteg; det kan finnas upp- och nedgångar eller dansen kan vara slät. I finsk tango finns det böjningar och överlutningar. Man släpper inte fattningen.
Den finska tangon är också stor bland Sverigefinländarna. I Karlstad hålls kurser varje vecka på Dans i Karlstad. Kirsti Isoaho och Joukon kärki Anders Rixer arrangerar tillsammans med SvenskFinska Sällskapet sedan 2002 dansevenemang varav Let's Tangofestivalen är den största.

## Canyenge
Canyenge är en dans besläktad med tango som under en tid saknade utövare men som senare har återskapats efter hur man tror den såg ut.

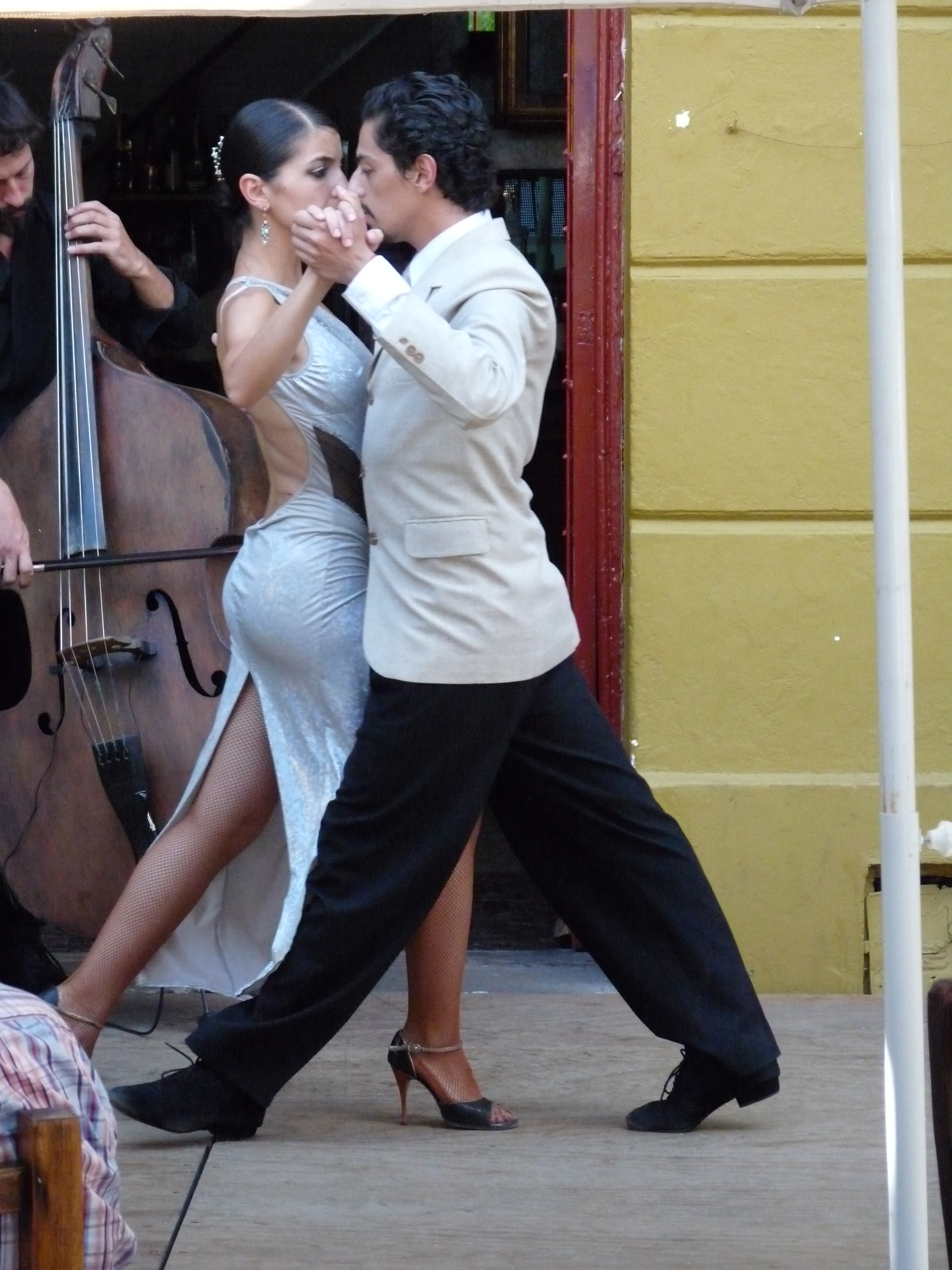
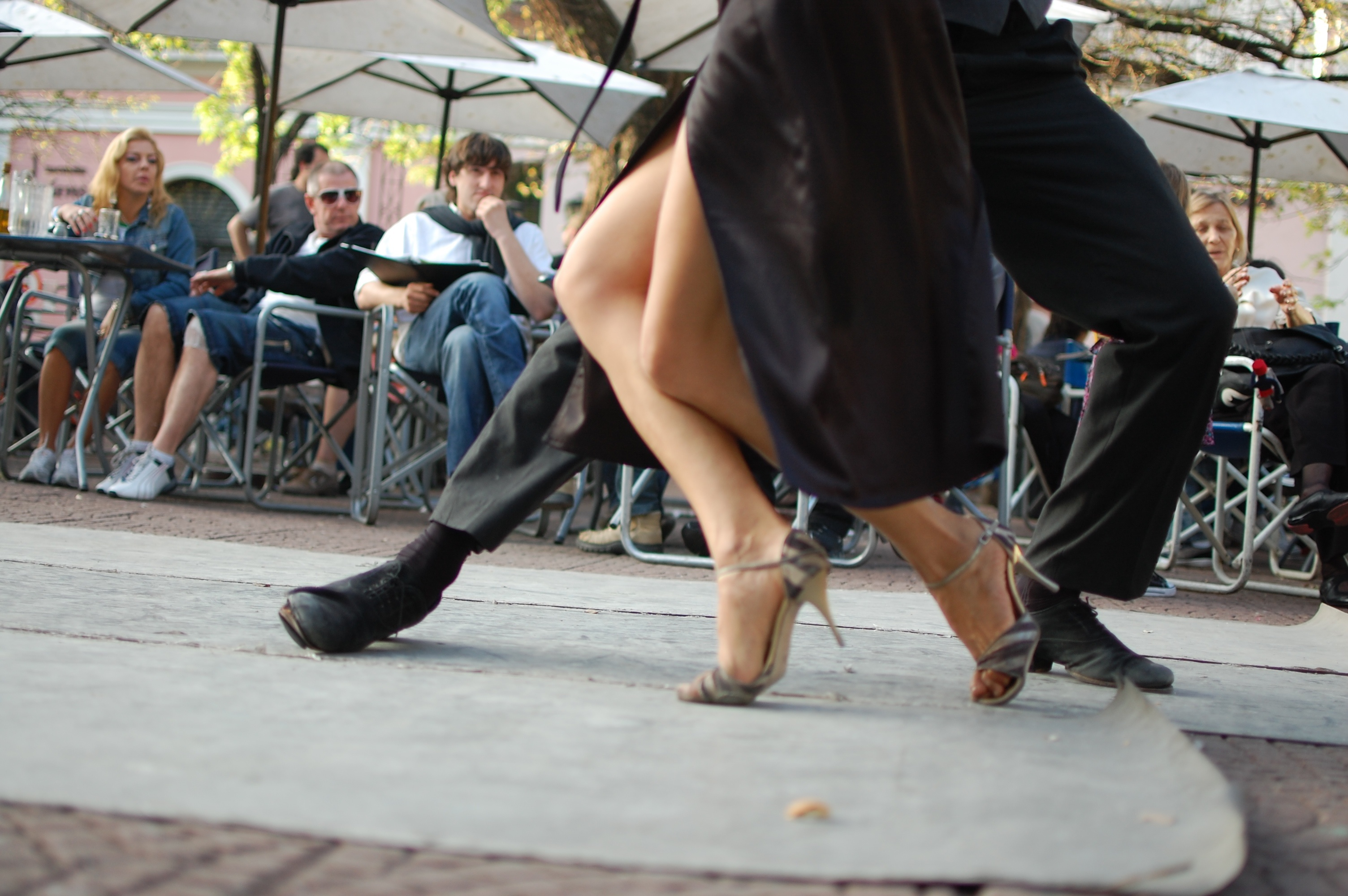